# أندريا باروني
اندريا باروني (بالإيطالية: Andrea Paroni)‏ (14 أكتوبر 1989 في إيطاليا - ) هو لاعب كرة قدم إيطالي في مركز حراسة المرمى. لعب مع نادي فيرتوس إينتيلا.

## وصلات خارجية
- أندريا باروني على موقع قاعدة بيانات كرة القدم.إي يو (الإنجليزية)
- أندريا باروني على موقع Soccerway.com (الإنجليزية)
- أندريا باروني على موقع عالم كرة القدم.نت (الإنجليزية)